# جين روز (ممثلة)
جين روز (بالإنجليزية: Jane Rose)‏ هي ممثلة أمريكية، ولدت في 7 فبراير 1913 في سياتل في الولايات المتحدة، وتوفيت في 29 يونيو 1979 في إستوديو سيتي ‏ في الولايات المتحدة.

## وصلات خارجية
- جاين روز على موقع IMDb (الإنجليزية)
- جاين روز على موقع قاعدة بيانات برودواي على الإنترنت (الإنجليزية)
- جاين روز على موقع قاعدة بيانات الفيلم (الإنجليزية)